# Conde de Carrick
Conde de Carrick é um título foi criado em várias ocasiões no Pariato da Escócia e uma vez no Pariato da Irlanda.
Na Escócia, a primeira criação remonta a 1186, quando Donnchadh de Galloway se converteu no Conde de Carrick. A maioria das terras do Condado estão em Ayrshire.
A neta de Donnchadh, Marjorie, que posteriormente levaria o título, se casou com Roberto de Bruce, que depois seria o sexto Lord de Annandale. Seu filho, também chamado Robert e conhecido como "Robert de Bruce", governaria a Escócia como o Rei Roberto I da Escócia fazendo com que o condado se unisse à coroa. Posteriormente, sucessivos reis da Escócia voltariam a criar o condado em várias ocasiões mas o fizeram sem a hereditariedade, especificando que o título voltaria à coroa com a morte de seu detentor. Assim, várias criações terminaram com a volta à coroa ou a conversão do detentor em rei. 
Em 1469, o parlamento escocês aprovou um ato declarando que o primogênito do rei e herdeiro do trono ostentaria o título junto com o título de Duque de Rothesay. Depois da união das coroas da Escócia e Inglaterra, tanto o ducado como o condado passaram ao primogênito e herdeiro dos tronos da Inglaterra e Escócia, posteriormente reis da Grã-Bretanha e finalmente reis do Reino Unido, sendo similares ao título de Duque da Cornualha.
Em 1628, Jaime VI da Escócia e I de Inglaterra criou o Condado de "Carrick em Orkney" para John Stuart mas o título foi extindo com a sua morte.
O Rei Jorge II do Reino Unido criou o condado irlandês em 1748 para Somerset Butler. O conde también ostentaba el título irlandés de Visconde Ikerrin de Ikerrin no Condado de Tipperary (criado em 1629) e Barão Butler de Mount Juliet no condado de Kilkenny (1748).

## Condes de Carrick, primeira criação (aprox.1186)
- Donnchadh, 1.º conde de Carrick (1250)
- Neil, 2.º conde de Carrick (1256)
- Margarida de Carrick, 3.ª condessa de Carrick (1292)
- Roberto de Bruce, 4.º conde de Carrick (1274-1329)

## Condes de Carrick, segunda criação (c.1314)
- Eduardo Bruce (morto em1318)

## Condes de Carrick, terceira criação (1328)
- David de Bruce (1324-1371)

## Condes de Carrick, quarta criação (c.1330)
- Alexander de Bruce (morto em 1333)

## Condes de Carrick, quinta criação(c.1361)
- William de Cunynghame, (morto em 1364)

## Condes de Carrick, sexta criação(1368)
- John Stewart (entre 1337-1406)

## Condes de Carrick, sétima criação (1390)
- Davi Stuart, Duque de Rothesay (1378-1402)

## Condes de Carrick, oitava criação (1406)
- James Stuart, Duque de Rothesay (1394-1437)

## Condes de Carrick, nona criação (1628)
- John Stewart, 1.º conde de Carrick (morto em 1652)

## Condes de Carrick, décima criação (pariato da Irlanda) (1748)
Para mais informações sobre esse título, veja Conde de Carrick (Irlanda)
- Somerset Hamilton Butler, 1.º conde de Carrick  (1719-1774)    
  - Henry Thomas Butler, 2.º conde de Carrick  (1746-1813)
    - Somerset Richard Butler, 3.º conde de Carrick  (1779-1838)
      - Henry Thomas Butler, 4.º conde de Carrick  (1834-1846)
        - Somerset Arthur Butler, 5.º conde de Carrick  (1835-1901)
          - Charles Henry Somerset Butler, 6.º conde de Carrick  (1851-1909)
            - Charles Ernest Alfred French Somerset Butler, 7.º conde de Carrick  (1873-1931)
              - Theobald Walter Somerset Henry Butler, 8.º conde de Carrick  (1903-1957)
                - Brian Stuart Theobald Somerset Caher Butler, 9.º conde de Carrick  (1931-1992)
                  - David James Theobald Somerset Butler, 10.º conde de Carrick (1953-2008)
                    - (Arion) Thomas Butler, 11º Conde de Carrick (n. 1975)
                    - (1). Hon. Piers Edmund Theobald Lismalyn Butler (b. 1979)
                    - (2). Hon. Lindsay Simon Turville Somerset Butler (b. 1979)

              - Hon. Guy Somerset Lionel Butler (1905–1983)
                - Rupert Lionel Somerset Butler (1940–2020)
                  - (3). Piers Somerset Patrick Butler (b. 1970)
                    - (4). Guy Somerset Hugh Butler (b. 2008)
                    - (5). Luke Somerset Rupert Butler (b. 2010)

                  - (6). Eli Somerset James Butler (b. 1971)
                  - (7). Matthew Somerset Guy Butler (b. 1972)
                  - (8). Sebastian Somerset Lionel Butler (b. 1979)

                - (9).  Dermot Somerset Launcelot Butler (b. 1941)

              - Hon. Pierce Alan Somerset David Butler (1909–1964)
                - David Llewelyn Somerset Butler (1937–2017)
                  - (10). Michael Somerset Butler (b. 1966)